# Emanuele Ndoj
Emanuele Ndoj (Catania, 20 novembre 1996) è un calciatore albanese con cittadinanza italiana, centrocampista dell'Ascoli.

## Biografia
È nato a Catania da genitori albanesi e cresciuto a Padova.
Il 10 settembre 2020 è stato denunciato penalmente, dopo essere stato sorpreso dai carabinieri di Brescia mentre violava la quarantena anti-COVID, dopo essere risultato positivo al coronavirus.

## Caratteristiche tecniche
Ndoj è un centrocampista offensivo che può essere impegnato anche come regista, è dotato di una particolare abilità nel possesso palla che gli permette di avanzare facilmente verso l'area avversaria. Gioca con il piede destro e possiede un tiro discreto. Sa anche dribblare gli avversari, oltre che fornire assist ai compagni.

## Carriera

### Club

#### Gli inizi
Cresce calcisticamente nelle giovanili del Padova per poi approdare nel 2015 in quelle della Roma, dove disputa anche il Torneo di Viareggio e la UEFA Youth League. Sommando tutte le competizioni, in totale nelle giovanili della formazione capitolina colleziona 50 presenze e 6 reti.

#### Brescia, prestito al Cosenza e ritorno a Brescia.
Nel gennaio 2016 viene ceduto a titolo definitivo per 1,2 milioni di euro al Brescia, con cui sottoscrive un contratto quadriennale con scadenza il 30 giugno 2020, rimanendo comunque alla Roma fino a fine stagione 2015-2016. Alla sua prima stagione con le Rondinelle, la 2016-2017, la sua prima da calciatore professionista, totalizza 17 presenze in Serie B ed una presenza in Coppa Italia.
Il 5 agosto 2018 trasforma il rigore decisivo in Coppa Italia, nella sfida vinta dal dischetto contro la Pro Vercelli, regalando il passaggio del turno alle Rondinelle. Il 26 dicembre successivo, sigla la rete della vittoria nella partita interna, vinta per 3-2 contro la Cremonese, grazie a un tiro in scivolata al 90'.
Il 1º maggio 2019, con la vittoria per 1-0 in casa contro l'Ascoli, conquista matematicamente la promozione in Serie A.
L'anno successivo torna a disposizione a fine ottobre per via di un infortunio alla caviglia, facendo il suo esordio in massima serie il 29 ottobre nella sconfitta interna per 1-2 contro l'Inter rimpiazzando al 76' Massimiliano Mangraviti (anch'egli debuttante).
Il 16 ottobre 2020, in Brescia-Lecce (3-0) trova la sua prima doppietta in carriera; tuttavia, nella stagione 2020/21 gioca pochissimo a causa di una lesione parziale del tendine rotuleo che lo tiene fuori da metà Novembre al 13 marzo 2021. Proprio al rientro, trova il gol decisivo per la vittoria sul Frosinone (1-0) al 93'. Prima di fine stagione, trova una nuova doppietta ai danni del Pordenone (4-1), che gli consente di chiudere il campionato con 5 gol in sole 14 partite, il suo record di gol stagionali.
Dopo aver trovato poco spazio con le Rondinelle nella prima parte di stagione, il 31 gennaio 2022 passa in prestito al Cosenza fino al termine della stagione, dove non riesce a brillare.
Al termine del campionato va in scadenza il contratto con il Brescia. Ritrovatosi svincolato, firma nuovamente per le rondinelle. L'11 gennaio 2024 risolve il contratto con la società lombarda.

#### Catania e Latina
Il 13 febbraio 2024, Ndoj si accasa da svincolato al Catania, in Serie C, con cui firma un contratto fino al termine della stagione, con opzione di rinnovo.
Il 9 agosto 2024, Ndoj si accasa da svincolato al Latina, sempre in Serie C.

#### Ascoli
Il 15 luglio 2025 si trasferisce all'Ascoli, con cui sottoscrive un accordo annuale con opzione per un'ulteriore stagione.

### Nazionale
Ha giocato nelle nazionali giovanili albanesi Under-17 ed Under-19.
Debutta con la maglia della nazionale albanese Under-21 il 31 agosto 2017 nella partita valida per le qualificazioni all'Europeo 2019, persa per 1-0 contro l'Irlanda del Nord Under-21.
Nel settembre 2017 viene convocato dal C.T. Christian Panucci per la prima volta nella nazionale albanese, per le due sfide valide per le qualificazione al Mondiale 2018 in programma il 6 e 9 ottobre, contro Spagna ed Italia. Il 29 maggio 2018 debutta con la nazionale albanese nell'amichevole persa per 3-0 contro il Kosovo. Il 3 giugno 2018 ha segnato alla sua seconda presenza il gol della bandiera nella sconfitta per 4-1 contro l'Ucraina.

## Statistiche

### Presenze e reti nei club
Statistiche aggiornate al 28 aprile 2025.
| Stagione        | Squadra         | Campionato      | Campionato | Campionato | Coppe nazionali | Coppe nazionali | Coppe nazionali | Coppe continentali | Coppe continentali | Coppe continentali | Altre coppe | Altre coppe | Altre coppe | Totale | Totale |
| Stagione        | Squadra         | Comp            | Pres       | Reti       | Comp            | Pres            | Reti            | Comp               | Pres               | Reti               | Comp        | Pres        | Reti        | Pres   | Reti   |
| --------------- | --------------- | --------------- | ---------- | ---------- | --------------- | --------------- | --------------- | ------------------ | ------------------ | ------------------ | ----------- | ----------- | ----------- | ------ | ------ |
| 2016-2017       | Brescia         | B               | 17         | 0          | CI              | 1               | 0               | -                  | -                  | -                  | -           | -           | -           | 18     | 0      |
| 2017-2018       | Brescia         | B               | 23         | 1          | CI              | 2               | 0               | -                  | -                  | -                  | -           | -           | -           | 25     | 1      |
| 2018-2019       | Brescia         | B               | 28         | 3          | CI              | 2               | 0               | -                  | -                  | -                  | -           | -           | -           | 30     | 3      |
| 2019-2020       | Brescia         | A               | 18         | 0          | CI              | 0               | 0               | -                  | -                  | -                  | -           | -           | -           | 18     | 0      |
| 2020-2021       | Brescia         | B               | 14         | 5          | CI              | 1               | 0               | -                  | -                  | -                  | -           | -           | -           | 15     | 5      |
| 2021-gen. 2022  | Brescia         | B               | 5          | 0          | CI              | 1               | 0               | -                  | -                  | -                  | -           | -           | -           | 6      | 0      |
| gen.-giu. 2022  | Cosenza         | B               | 10         | 0          | CI              | -               | -               | -                  | -                  | -                  | -           | -           | -           | 10     | 0      |
| 2022-2023       | Brescia         | B               | 28         | 2          | CI              | 2               | 1               | -                  | -                  | -                  | -           | -           | -           | 30     | 3      |
| 2023-gen. 2024  | Brescia         | B               | 2          | 0          | -               | -               | -               | -                  | -                  | -                  | -           | -           | -           | 2      | 0      |
| Totale Brescia  | Totale Brescia  | Totale Brescia  | 135        | 11         |                 | 9               | 1               |                    | -                  | -                  |             | -           | -           | 144    | 12     |
| feb.-giu. 2024  | Catania         | C               | 8+3        | 0          | CI-C            | 1               | 0               | -                  | -                  | -                  | -           | -           | -           | 12     | 0      |
| 2024-2025       | Latina          | C               | 25         | 1          | CI-C            | 0               | 0               | -                  | -                  | -                  | -           | -           | -           | 25     | 1      |
| 2025-2026       | Ascoli          | C               | -          | -          | CI-C            | -               | -               | -                  | -                  | -                  | -           | -           | -           | -      | -      |
| Totale carriera | Totale carriera | Totale carriera | 178+3      | 12         |                 | 10              | 1               |                    | -                  | -                  |             | -           | -           | 191    | 13     |

### Cronologia presenze e reti in nazionale
| Cronologia completa delle presenze e delle reti in nazionale ― Albania | Cronologia completa delle presenze e delle reti in nazionale ― Albania | Cronologia completa delle presenze e delle reti in nazionale ― Albania | Cronologia completa delle presenze e delle reti in nazionale ― Albania | Cronologia completa delle presenze e delle reti in nazionale ― Albania | Cronologia completa delle presenze e delle reti in nazionale ― Albania | Cronologia completa delle presenze e delle reti in nazionale ― Albania | Cronologia completa delle presenze e delle reti in nazionale ― Albania |
| Data                                                                   | Città                                                                  | In casa                                                                | Risultato                                                              | Ospiti                                                                 | Competizione                                                           | Reti                                                                   | Note                                                                   |
| ---------------------------------------------------------------------- | ---------------------------------------------------------------------- | ---------------------------------------------------------------------- | ---------------------------------------------------------------------- | ---------------------------------------------------------------------- | ---------------------------------------------------------------------- | ---------------------------------------------------------------------- | ---------------------------------------------------------------------- |
| 29-5-2018                                                              | Zurigo                                                                 | Albania                                                                | 0 – 3                                                                  | Kosovo                                                                 | Amichevole                                                             | -                                                                      | 69’                                                                    |
| 2-6-2018                                                               | Évian-les-Bains                                                        | Albania                                                                | 1 – 4                                                                  | Ucraina                                                                | Amichevole                                                             | 1                                                                      |                                                                        |
| 10-9-2018                                                              | Glasgow                                                                | Scozia                                                                 | 2 – 0                                                                  | Albania                                                                | UEFA Nations League 2018-2019 - 1º turno                               | -                                                                      | 64’ 66’                                                                |
| 10-10-2018                                                             | Elbasan                                                                | Albania                                                                | 0 – 0                                                                  | Giordania                                                              | Amichevole                                                             | -                                                                      | 46’                                                                    |
| 8-6-2019                                                               | Reykjavík                                                              | Islanda                                                                | 1 – 0                                                                  | Albania                                                                | Qual. Euro 2020                                                        | -                                                                      | 72’                                                                    |
| 14-11-2019                                                             | Elbasan                                                                | Albania                                                                | 2 – 2                                                                  | Andorra                                                                | Qual. Euro 2020                                                        | -                                                                      | 60’                                                                    |
| Totale                                                                 |                                                                        | Presenze                                                               | 6                                                                      |                                                                        | Reti                                                                   | 1                                                                      |                                                                        |

| Cronologia completa delle presenze e delle reti in nazionale ― Albania under 21 | Cronologia completa delle presenze e delle reti in nazionale ― Albania under 21 | Cronologia completa delle presenze e delle reti in nazionale ― Albania under 21 | Cronologia completa delle presenze e delle reti in nazionale ― Albania under 21 | Cronologia completa delle presenze e delle reti in nazionale ― Albania under 21 | Cronologia completa delle presenze e delle reti in nazionale ― Albania under 21 | Cronologia completa delle presenze e delle reti in nazionale ― Albania under 21 | Cronologia completa delle presenze e delle reti in nazionale ― Albania under 21 |
| Data                                                                            | Città                                                                           | In casa                                                                         | Risultato                                                                       | Ospiti                                                                          | Competizione                                                                    | Reti                                                                            | Note                                                                            |
| ------------------------------------------------------------------------------- | ------------------------------------------------------------------------------- | ------------------------------------------------------------------------------- | ------------------------------------------------------------------------------- | ------------------------------------------------------------------------------- | ------------------------------------------------------------------------------- | ------------------------------------------------------------------------------- | ------------------------------------------------------------------------------- |
| 25-3-2017                                                                       | Elbasan                                                                         | Albania under 21                                                                | 0 – 0                                                                           | Moldavia under 21                                                               | Amichevole                                                                      | -                                                                               | 57’                                                                             |
| 27-3-2017                                                                       | Tirana                                                                          | Albania under 21                                                                | 2 – 0                                                                           | Moldavia under 21                                                               | Amichevole                                                                      | -                                                                               | 66’ 77’                                                                         |
| 31-8-2017                                                                       | Lurgan                                                                          | Irlanda del Nord under 21                                                       | 1 – 0                                                                           | Albania under 21                                                                | Qual. Europeo Under-21 2019                                                     | -                                                                               | 32’                                                                             |
| 4-9-2017                                                                        | Reykjavík                                                                       | Islanda under 21                                                                | 2 – 3                                                                           | Albania under 21                                                                | Qual. Europeo Under-21 2019                                                     | -                                                                               | 83’                                                                             |
| 10-11-2017                                                                      | Tirana                                                                          | Albania under 21                                                                | 1 – 1                                                                           | Irlanda del Nord under 21                                                       | Qual. Europeo Under-21 2019                                                     | -                                                                               |                                                                                 |
| 23-3-2018                                                                       | Tirana                                                                          | Albania under 21                                                                | 2 – 3                                                                           | Slovacchia under 21                                                             | Qual. Europeo Under-21 2019                                                     | -                                                                               |                                                                                 |
| 27-3-2018                                                                       | Žilina                                                                          | Slovacchia under 21                                                             | 4 – 1                                                                           | Albania under 21                                                                | Qual. Europeo Under-21 2019                                                     | -                                                                               |                                                                                 |
| Totale                                                                          |                                                                                 | Presenze                                                                        | 7                                                                               |                                                                                 | Reti                                                                            | 0                                                                               |                                                                                 |

## Palmarès

### Club

#### Competizioni giovanili
- Campionato Primavera: 1

Roma: 2015-2016

#### Competizioni nazionali
- Campionato italiano di Serie B: 1

Brescia: 2018-2019
- Coppa Italia Serie C: 1

Catania: 2023-2024